# Kozača
Kozača (znanstveno ime Strix uralensis) je srednje velika sova iz rodu Strix, ki živi v Evropi (razen njenega zahodnega dela) in celotni Srednji Aziji do Daljnega vzhoda. Po videzu nekoliko spominja na lesno sovo, vendar je mnogo večja od nje in ima svetlejše perje. Gnezdi v duplih, vrhovih odlomljenih dreves ali zapuščenih gnezdih drugih večjih ptic v starih, sklenjenih gozdovih, redkeje pa tudi na primernih mestih v stavbah ali skalovju.
Slovensko ime je tej sovi dal Fran Erjavec, saj ga je njeno oglašanje spominjalo na kozje meketanje. Podobno se oglaša tudi velika uharica.